# La Almudema
La Almudema es una pedanía del municipio de Caravaca de la Cruz en la Región de Murcia (España). Cuenta con 222 habitantes (INE 2019) y está a una altitud de 786 m s. n. m.
El nombre de la localidad procede del nombre árabe Al-Mudayna que significa la ciudadela.
- Datos: Q5961961